# Los Inválidos
Los Inválidos (en francés: Hôtel des Invalides) es un complejo arquitectónico situado en el séptimo distrito de París, cerca de la Escuela militar. Creado originariamente como residencia para soldados y militares franceses retirados, alberga los restos mortales del emperador Napoleón Bonaparte.

## Historia

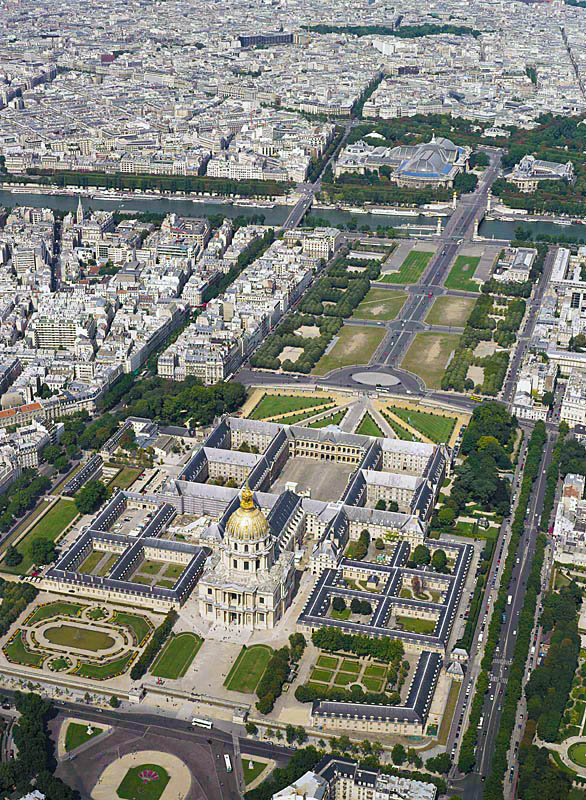
Vista de Los Inválidos desde el aire.

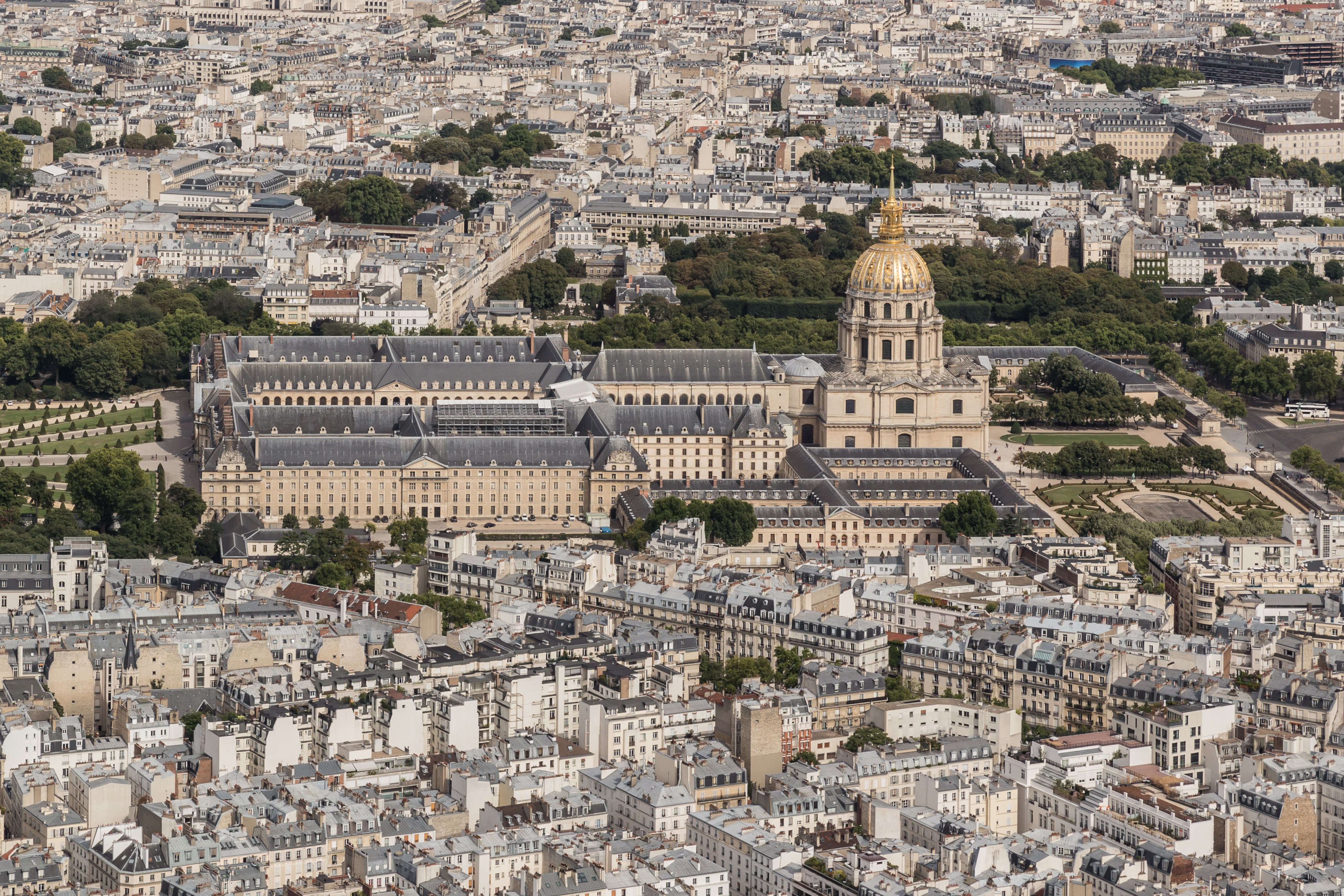

El complejo de los Inválidos responde a la voluntad del rey Luis XIV de Francia, que ordenó su construcción el 24 de febrero de 1670, con la intención de que las instalaciones ofrecieran cobijo para los veteranos inválidos de guerra que quedaban sin hogar. Los planos son de Libéral Bruant, y la construcción fue llevada a cabo por Jules Hardouin-Mansart. La construcción de los edificios principales se desarrolló entre marzo de 1671 y febrero de 1674; el conjunto fue operativo y empezó a albergar antiguos soldados a partir de noviembre de ese año. La construcción de la iglesia, en cambio, tuvo que aplazarse y fue completada en agosto de 1706, tras treinta años de obras.
El 14 de julio de 1789 fue asaltado por los revolucionarios franceses. 
En 1840, los restos de Napoleón I fueron trasladados de la isla de Santa Elena a París, por iniciativa de Luis Felipe I, rey de los franceses, y depositados en Les Invalides. Desde 1940, el mausoleo imperial contiene también los restos de su hijo Napoleón II, en lo que fue una cesión de Adolf Hitler al gobierno colaboracionista de Vichy. También se conservan allí los restos del hermano de Napoleón José I de España, así como los de varios mariscales, entre ellos Lyautey, Foch y Leclerc.

## Instituciones
| Le plan de l'Hôtel des Invalides | |
| Cúpula de los Inválidos Catedral de San Luis de los Inválidos Museo del Ejército Museo de los planos en relieve Museo de la Orden de la Liberación | Institución nacional de los Inválidos Gobernador de los Inválidos Gobernador militar de París Cancillería de la Orden de la Liberación Oficina nacional de antiguos combatientes y víctimas de guerra |

### Museos y monumentos nacionales
- Museo del Ejército (Musée de l'Armée). Museo de historia militar francesa creado en 1905. Hay uniformes, armas, pinturas y esculturas.
- Cúpula de los Inválidos y el mausoleo de Napoleón. El mausoleo está organizado alrededor de los restos mortales del emperador Napoleón I, situados en el centro de una cripta circular en torno a la cual se glosan las hazañas y los logros de su reinado. En la misma cripta, aunque en lugares menos expuestos, están enterrados también los generales Duroc, Bertrand y Lasalle. En el piso superior a la cripta, desde el que se puede observar el sepulcro imperial, están expuestos los sarcófagos de José I de España y Jerónimo Bonaparte, hermanos de Napoleón; Napoleón II, hijo de Napoleón; y los mariscales Foch y Lyautey, en diferentes compartimentos laterales.
- Memorial de Charles de Gaulle. Rastrea la vida y obra de Charles de Gaulle, principalmente con documentos audiovisuales.
- Museo de la Orden de la Liberación (Musée de l'Ordre de la Libération). Dedicado a la orden fundada por de Gaulle en 1940. Las colecciones se dividen en tres partes: Francia Libre, Resistencia Interna y Deportación
- Museo de Planos y Relieves (Musée de Plans et Reliefs).Presenta maquetas monumentales de ciudades fortificadas, que recorren 300 años de historia y estrategia militar.

### Templos religiosos

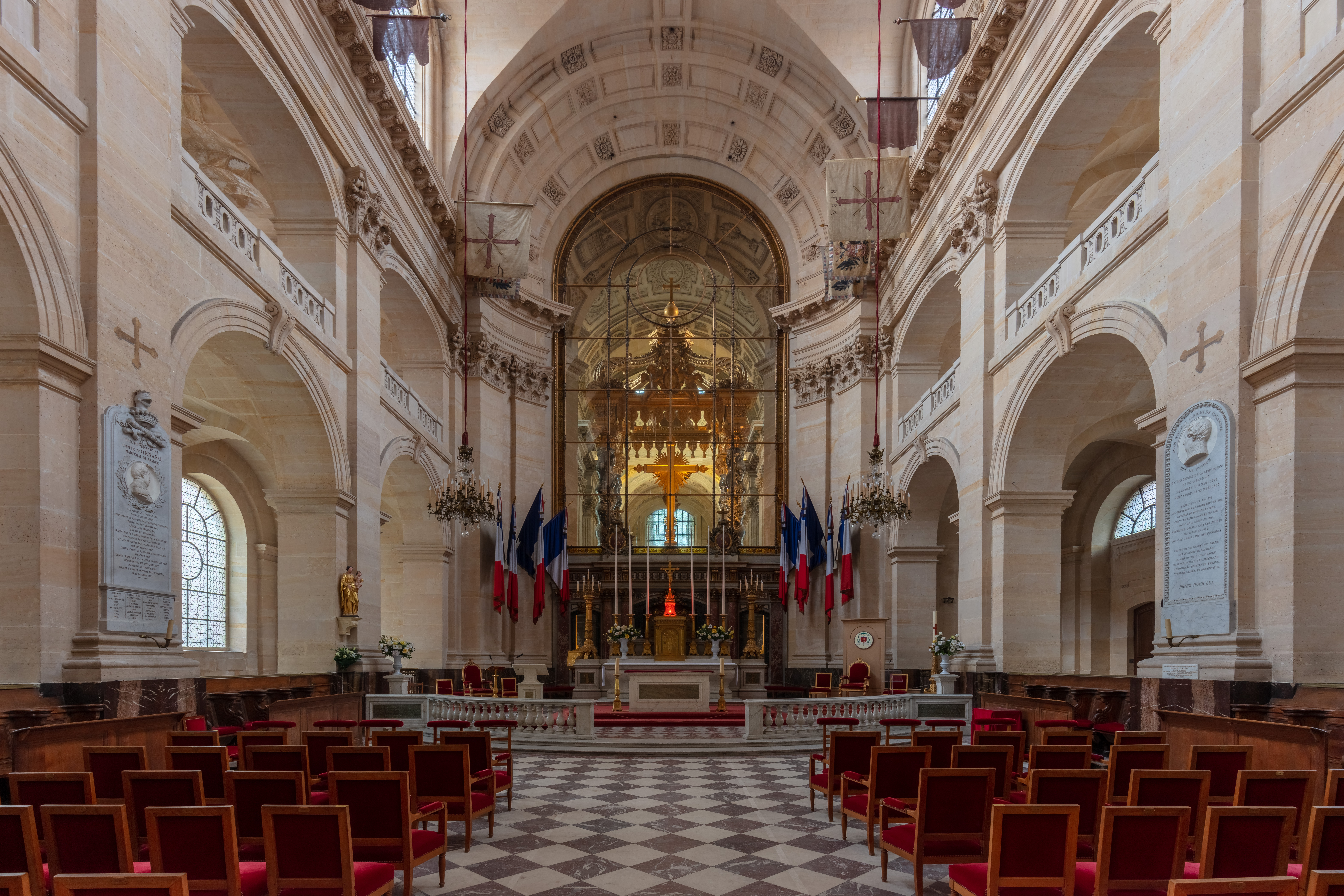
San Luis de los Inválidos.

Como ya se ha mencionado, la iglesia de los Inválidos fue construida con posterioridad a los edificios principales, debido a la insatisfacción del rey Luis XIV con la primera propuesta presentada por el arquitecto Libéral Bruant. Luis XIV deseaba una construcción que permitiera la asistencia a la misma misa de los soldados y del propio rey, pero sin que el soberano tuviera que mezclarse con los soldados. Finalmente, Jules Hardouin-Mansart dio solución al problema dividiendo el proyecto original de templo en dos iglesias separadas, aunque dotadas de continuidad arquitectónica: la iglesia de San Luis de los Inválidos, llamada «iglesia de los soldados»; y la iglesia del Domo (Église du Dôme), para la oración del monarca y la realeza.

### Servicios a antiguos combatientes
- Dirección General de la Oficina Nacional de Antiguos Combatientes y Víctimas de Guerra (Office Nationale d'Anciens Combatants et Victimes de Guerre, ONAC) del Ministerio francés de Defensa.
- Hospital militar Hôpital des Invalides.
- La Institución ofrece a los veteranos de guerra discapacitados una casa de retiro, centro médico, centro quirúrgico y consultas externas.[2]

## Tumbas

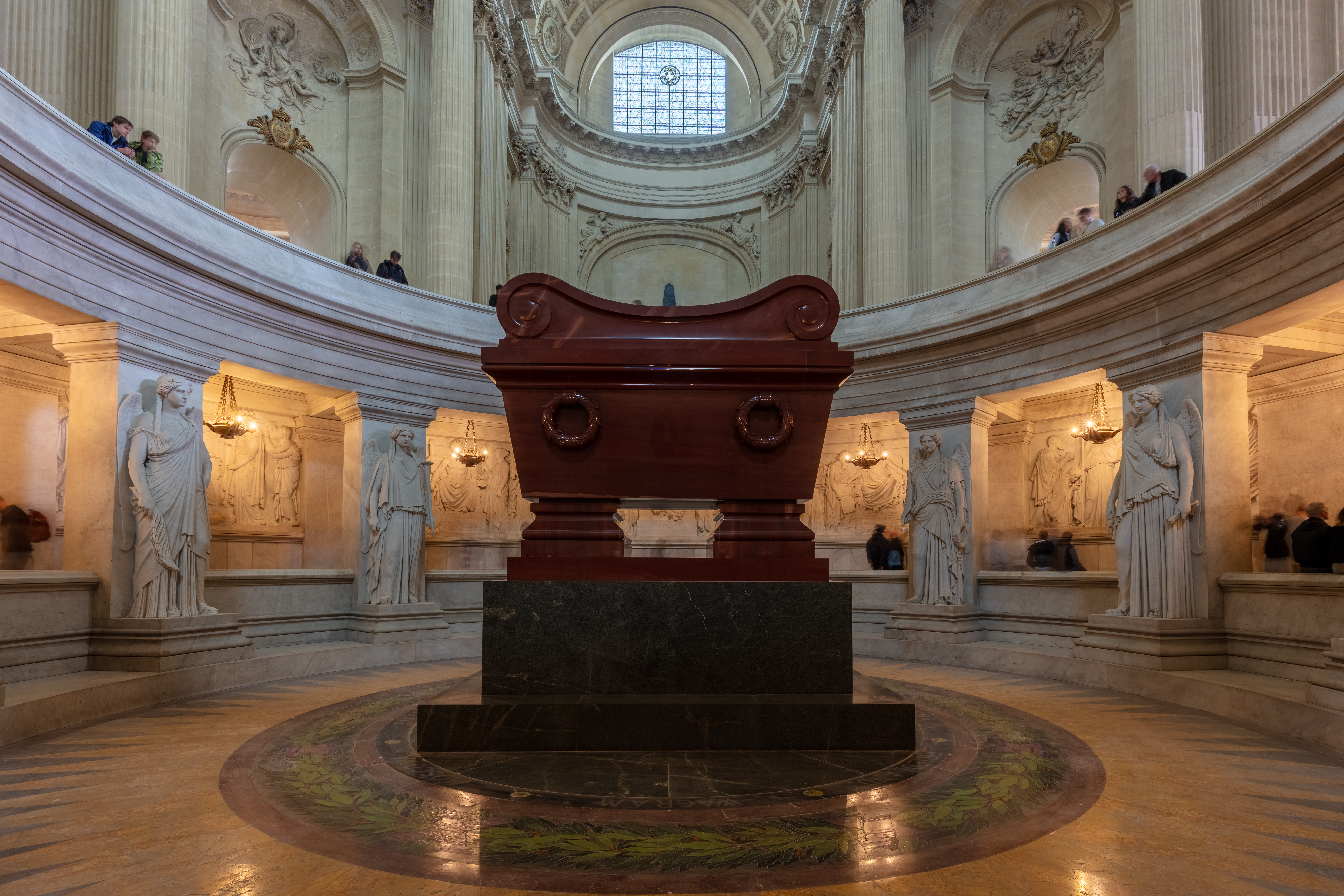
Vista de la tumba.

La tumba más destacable en los Inválidos es la de Napoleón Bonaparte (1769-1821). Napoleón fue enterrado en Santa Elena, pero el rey Luis Felipe dispuso que sus restos fuesen traídos a Francia en 1840, en un evento conocido como «retour des cendres». Los restos de Napoleón en principio fueron enterrados en la capilla de San Jerónimo de los Inválidos hasta su ubicación final, una tumba hecha de cuarzo rojo sobre un gran bloque de granito verde, terminada en 1861.
Algunos miembros de la familia de Napoleón, numerosos oficiales militares que le sirvieron y otros héroes militares también se encuentran enterrados en los Inválidos.
La tumba imperial de Napoleón se encuentra rodeada de capillas donde se encuentran los restos de:
- Napoleón II (1811-1832): emperador de los franceses (nominal), rey de Roma, duque de Reichstadt. Hijo de Napoleón I. Su corazón e intestinos permanecen en Viena.
- Mariscal Turenne (1611-1675): mariscal general de Francia bajo las órdenes de Luis XIV y uno de los militares más prestigiosos de Francia.
- Sébastien Le Prestre, señor de Vauban (1633-1707): ingeniero militar que diseñó las fortificaciones para Luis XIV. Se conserva solo su corazón.
- José I Bonaparte (1768-1844): rey de España.
- Jerónimo Bonaparte (1784-1860): rey de Westfalia. Y el corazón de su esposa Catalina de Wurtemberg.
- Jerónimo Napoleón Carlos Bonaparte: hijo de Jerónimo Bonaparte.
- Ferdinand Foch (1851-1929): mariscal de Francia, comandante en jefe de los ejércitos aliados durante la Primera Guerra Mundial.
- Louis Hubert Lyautey (1854-1934): mariscal de Francia y administrador de las colonias francesas.

Restos de militares importantes que descansan en la cripta.
| - General Robert Nivelle - General Charles Mangin - Mariscal de MacMahon - Las 14 víctimas del ataque de Giuseppe Marco Fieschi el 28 de julio de 1835 - Mariscal General Turenne (1800) - General Lasalle (1809) - General Lariboisière (1812) - Mariscal Bessières (1813) - Mariscal Jourdan (1833) - Mariscal Lobau (1839) - General Bertrand (1844) - Mariscal Valée (1846) - Almirante Duperré (1847) - General Duroc (1847) - Mariscal Sérurier (1847) - General Duvivier 1848 - Mariscal Bugeaud (1849) - Mariscal Sébastiani (1851) - Mariscal Exelmans (1852) - Mariscal Saint-Arnaud (1854) - Almirante Hamelin (1864) - Mariscal Pélissier, duke de Malakoff (1864) - Mariscal Regnaud de Saint-Jean d'Angély (1870) - Mariscal Baraguay d'Hilliers (1878) - Mariscal Canrobert (1895) - General Paul Edouard Arnoux, Commandant des Invalides (1891–1902) - Claude Joseph Rouget de Lisle de Lisle, composer of La Marsellesa (1915) - General Roques (1920) - General Louis de Maud'huy (1921) | - General Humbert (1921) - General Maistre (1922) - Mariscal Maunoury (1923) - General Malleterre (1923) - General de Mitry (1924) - Almiral Boué de Lapeyrère (1852–1924) - General Lanrezac (1925) - General Putz (1925) - General Baucheron de Boissoudy (1926) - General Gérard (1926) - Genreal Ruffey (1926) - General de Langle de Cary (1927) - Mariscal Fayolle (1928) - General Sarrail (1929) - Vicealmirante Gauchet (1931) - General Pau (1932) - Vicealmirante Fournier (1934) - General Cordonnier (1936) - Almirante Guépratte (1939) - Almirante Ronarc'h (1940) - General Guillaumat (1940) - General d'Amade (1941) - Genreal d'Urbal (1943) - Mariscal Franchet d'Espèrey (1942) - General Henrys (1944) - Mariscal Leclerc de Hauteclocque (1947) - General Henri Giraud (1949) - General Duchêne (1950) - General Houdémon (1959) - General Kientz (1962) - General Monclar (1964) - Mariscal Juin (1967) |

Los corazones de las siguientes personas se encuentran en criptas mientras que el resto del cuerpo están en otras partes
- Jean Beryrand, señor de Senneric (1691)
- General Jean-Joseph Ange d'Hautpoul (1807)
- Lugarteniente general Baraguey d'Hilliers (1813)
- Marie-Maurille de Sombreuil, condesa de Villelume (1823)
- General Bisson (1811)
- General Jean Baptiste Eblé (1813)
- General Jean-Baptiste Kléber (1800)
- Lugarteniente general Deconchy (1823)
- Mayor general Négrier (1848)

## Acceso
- Por Metro: estaciones Varenne (línea 13), La Tour Maubourg (línea 8), y École Militaire (línea 8).
- Por RER C: Invalides.

## Galería

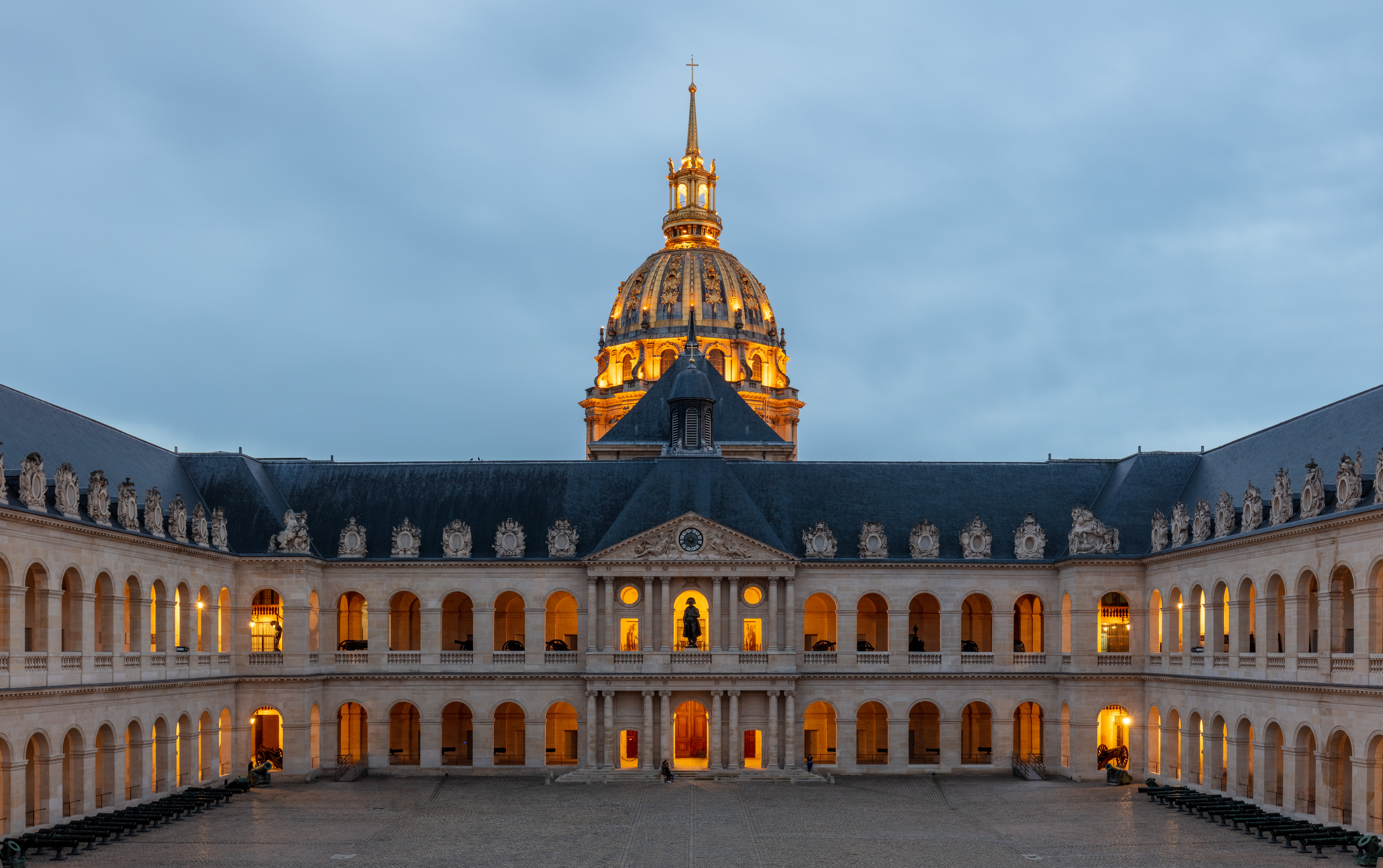
Vista del patio interior (Cour d'Honneur) de Los Inválidos.
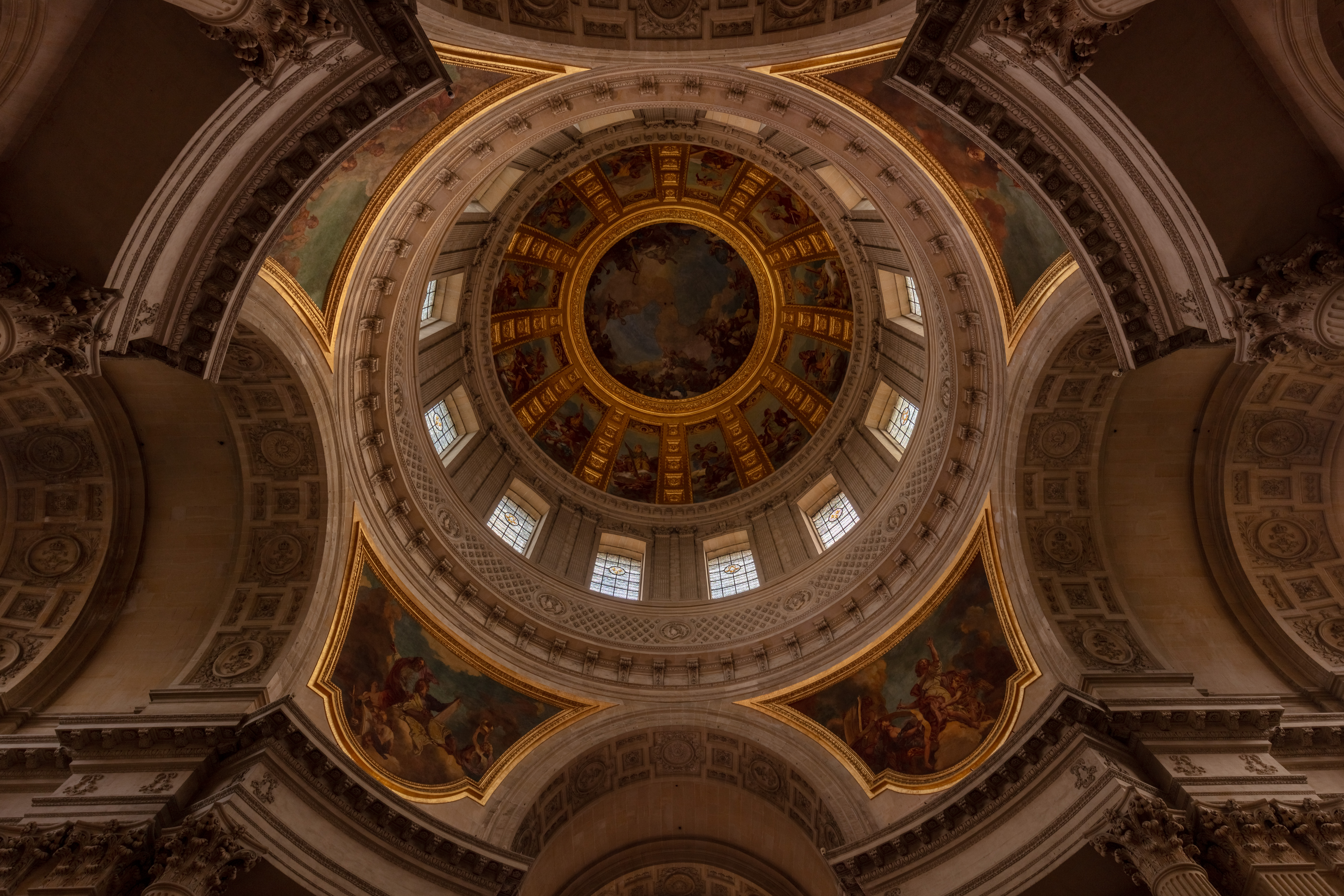
Alegorías de De La Fosse bajo el Domo, sobre la tumba de Napoleón.
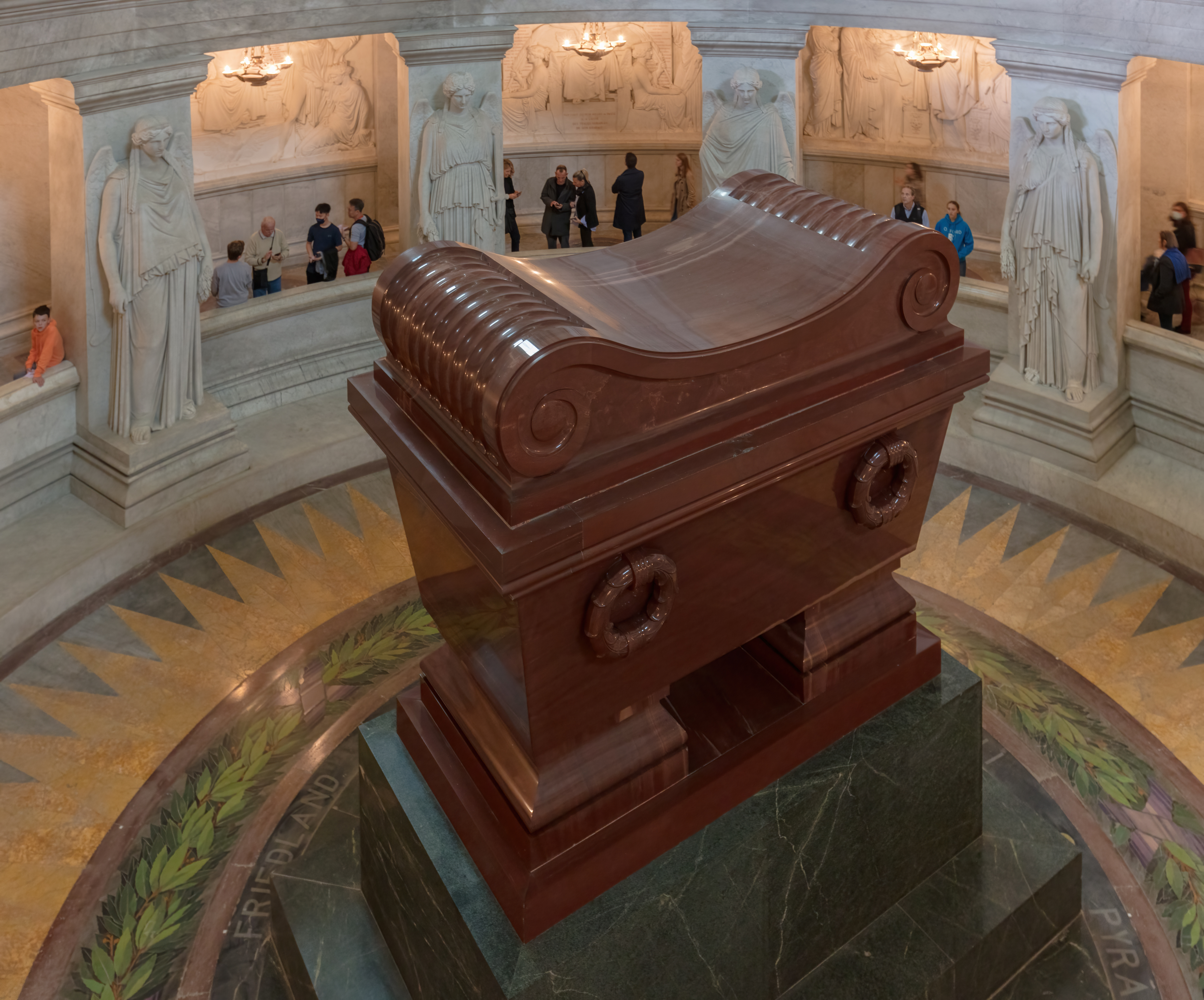
El sarcófago de Napoleón Bonaparte.
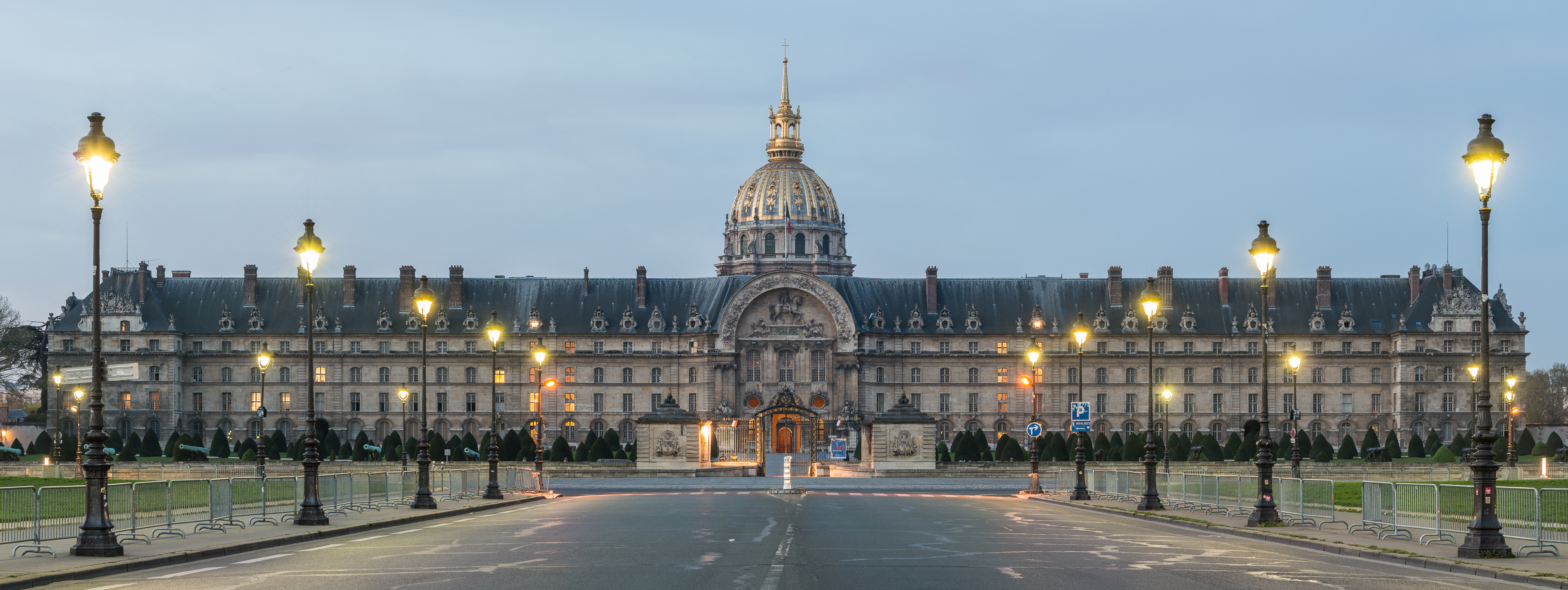
Vista frontal del complejo.